# ヒトに関するクローン技術等の規制に関する法律
ヒトに関するクローン技術等の規制に関する法律（ひとにかんするくろーんぎじゅつとうのきせいにかんするほうりつ、平成12年法律第146号）は、特定胚を定義してその取扱いを適正に行うよう定めるとともに、ヒトのクローンの作製を罰則をもって禁止することに関する日本の法律である。
2000年12月6日に公布された。

## クローン人間の作製
この法律では、ヒトのクローンの作製に罰則を課して、これを禁じている。